# New York University Press
New York University Press (ou NYU Press) est la maison d'édition universitaire de l'université de New York, fondée en 1916 par Elmer Ellsworth Brown (en).